# Gestiès
Gestiès – miejscowość i gmina we Francji, w regionie Oksytania, w departamencie Ariège.
Według danych na rok 2010 gminę zamieszkiwało 9 osób, a gęstość zaludnienia wynosiła 1 osoba/km².